# Jelena Dokić
Jelena Dokić (en serbio: Јелена Докић) es una extenista profesional australiana, nacida el 12 de abril de 1983 en Osijek, Croacia. Comenzó su carrera profesional en el año 1998, año en el que también adquirió la nacionalidad australiana. Se retiró definitivamente en el año 2014. Alcanzó el número 4 a nivel global, sufrió maltratos psicólogos y físicos por parte de su mismo padre, fue refugiada por la guerra en Yugoslavia, y vivió en la miseria infestada de ratas por ser de origen humilde; aun así, sobresalió como deportista de élite internacional. Ha escrito tres libros, el último de los cuales es Unbreakable, de 2024, autobiografía en la que narra su vida y el tormento que vivió durante su juventud por su padre. Ahora es periodista deportiva en Australia.